# Кігбаєво
Кігба́єво (рос. Кигбаево) — село в Сарапульському районі Удмуртії, Росія.
Урбаноніми:
- вулиці — 70 років Жовтня, Зарічна, Зелена, Мічуріна, Молодіжна, Нагірна, Радгоспна, Радянська, Селищна, Сільська, Ставкова
- провулки — Зарічний, Мічурінський, Радянський 1-й, Радянський 2-й

## Населення
Населення становить 1613осіб (2010, 1527у 2002).